# Habrotrocha diarthrantenna
Habrotrocha diarthrantenna är en hjuldjursart som beskrevs av De Koning 1947. Habrotrocha diarthrantenna ingår i släktet Habrotrocha och familjen Habrotrochidae. Inga underarter finns listade i Catalogue of Life.